# Бичанек, Радим
Радим Бичанек (чеш. Radim Bičánek; 18 января 1975, Угерске-Градиште, Чехословакия) — бывший чешский хоккеист, защитник. С 1995 по 2002 год играл в НХЛ. Завершил карьеру в 2016 году.

## Карьера
Радим Бичанек известен по выступлениям в НХЛ. С 1995 по 2002 год провёл 129 матчей за «Оттаву Сенаторз», «Коламбус Блю Джекетс» и «Чикаго Блэкхокс». Из-за травм не смог стабильно играть в НХЛ, сезон 2003/04 полностью пропустил из-за проблем со здоровьем. С 2004 по 2016 год играл в чешской Экстралиге.

## Достижения
Серебряный призёр чемпионата Чехии 2012
 Бронзовый призёр чемпионата Чехии 2006
 Бронзовый призёр чемпионата Европы среди юниоров и молодёжного чемпионата мира 1993

## Статистика
- Чешская экстралига — 686 игр, 209 очков (79+130)
- НХЛ — 129 игр, 12 очков (1+11)
- АХЛ — 289 игр, 158 очков (45+113)
- ИХЛ — 176 игр, 73 очка (17+56)
- Хоккейная лига Онтарио — 140 игр, 103 очка (37+66)
- Еврокубки  — 13 игр, 3 очка (1+2)
- Сборная Чехии — 3 игры
- Всего за карьеру — 1436 игр, 558 очков (180 шайб + 378 передач)